# حكومة كوسوفو

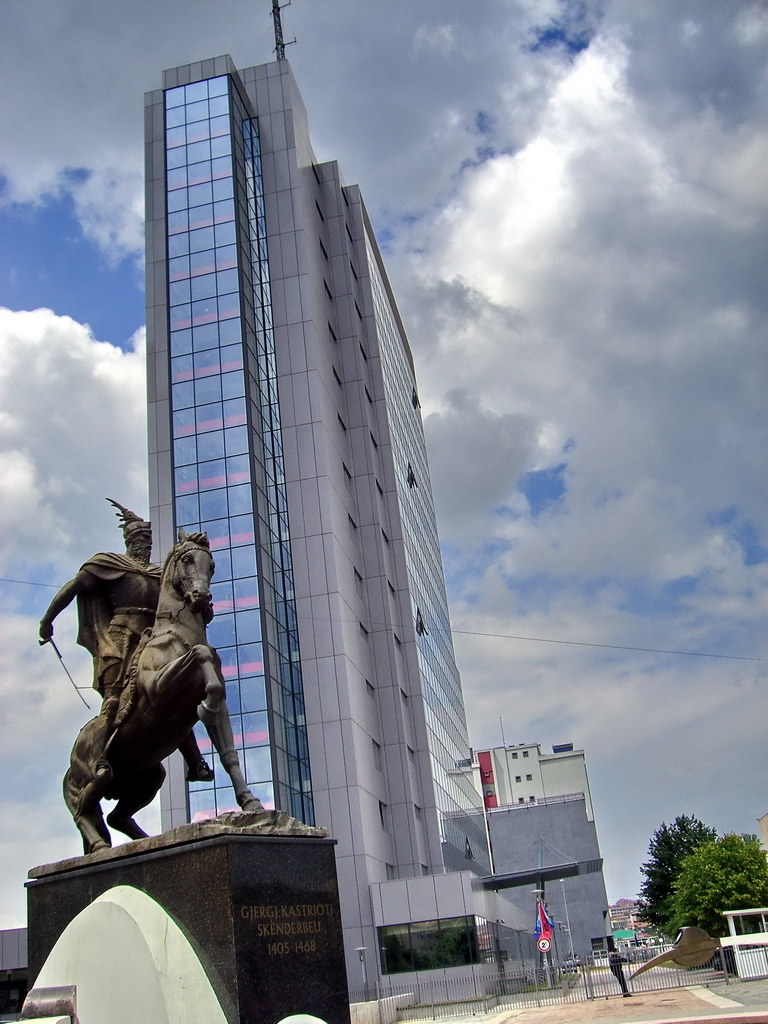
مبنى الحُكومة في بريشتينا.

حكومة كوسوفو ((بالألبانية: Qeveria e Kosovës)‏؛ (بالصربية: Влада Косова)‏) هي الهيئة التي تُمارس السلطة التنفيذية في جمهورية كوسوفو، وتتألف من وزراء حُكوميين، ويقودها رئيس الوزراء. ينتخب البرلمان رئيس الوزراء، هذا الأخير يقوم باقتراح أسماء مُرشحة لتولي المناصب الوزارية في الحكومة على البرلمان، حيث هناك يُصَادق على التشكيلة الحُكومية المُقترحة.
عبد الله هوتي هو رئيس الوزراء الحالي. وتتألف حكومته، التي وافق عليها أعضاء البرلمان وتم تنصيبها في 3 يونيو 2020، من وزراء ألبان إضافة إلى وزراء من الأقليات العرقية في كوسوفو، بما في ذلك البوشناق والأتراك والصرب. على الرغم من أن الحكومة تضم مُمثلين عن الأقليات العرقية، إلا أن الأغلبية الألبانية هي التي تحتفظ بالتأثير الأكبر في صنع القرار.

## مجلس الوزراء الحالي
| رئيس الوزراء                                      | عبد الله هوتي         |  | الرابطة الديمقراطية لكوسوفو     | 3 يونيو 2020 |
| النائب الأول لرئيس مجلس الوزراء                   | بيسنيك طاهري          |  | تحالف كوسوفو الجديد             | 3 يونيو 2020 |
| نائب رئيس مجلس الوزراء                            | دريتون سيلماناي       |  | الرابطة الديمقراطية لكوسوفو     | 3 يونيو 2020 |
| نائب رئيس مجلس الوزراء                            | ألبولينا بالاي-حليماي |  | المبادرة الديمقراطية الاجتماعية | 3 يونيو 2020 |
| نائب رئيس مجلس الوزراء وزير الإدارة والحكم المحلي | غوران راكيتش          |  | القائمة الصربية                 | 3 يونيو 2020 |
| وزارة الخارجية                                    | يليزا هاراديناي       |  | تحالف كوسوفو الجديد             | 3 يونيو 2020 |
| وزير المُجتمعات والعائدين                          | داليبور جيفتيتش       |  | القائمة الصربية                 | 3 يونيو 2020 |
| وزير الدفاع                                       | أنطون قوني            |  | الرابطة الديمقراطية لكوسوفو     | 3 يونيو 2020 |
| وزير البنية التحتية                               | عربان أبرشي           |  | الرابطة الديمقراطية لكوسوفو     | 3 يونيو 2020 |
| وزير المالية                                      | حكمت باجرمي           |  | الرابطة الديمقراطية لكوسوفو     | 3 يونيو 2020 |
| وزير الصحة                                        | أرمند زيماي           |  | الرابطة الديمقراطية لكوسوفو     | 3 يونيو 2020 |
| وزير الثقافة والشباب والرياضة                     | فلورا دوموشي          |  | الرابطة الديمقراطية لكوسوفو     | 3 جين 2020   |
| وزير العدل                                        | سليم سليمى            |  | تحالف كوسوفو الجديد             | 3 يونيو 2020 |
| وزارة التربية والعلوم والتكنولوجيا                | رامي ليكج             |  | تحالف كوسوفو الجديد             | 3 يونيو 2020 |
| وزير الداخلية والادارة العامة                     | أجيم فيليو            |  | الرابطة الديمقراطية لكوسوفو     | 3 يونيو 2020 |
| وزير الاقتصاد                                     | بليريم كوكي           |  | تحالف كوسوفو الجديد             | 3 يونيو 2020 |
| وزير العمل والرعاية الاجتماعية                    | إسكندر ريشيسا         |  | المبادرة الديمقراطية الاجتماعية | 3 يونيو 2020 |
| وزير الزراعة                                      | بيسيان مصطفى          |  | الرابطة الديمقراطية لكوسوفو     | 3 يونيو 2020 |
| وزارة التجارة والصناعة                            | فيسل كراسنيكي         |  | المبادرة الديمقراطية الاجتماعية | 3 يونيو 2020 |
| وزير التنمية الريفية                              | إينيس كرفان           |  | الحزب الديمقراطي التركي         | 3 يونيو 2020 |
| [ 2 ]                                             |                       |  |                                 |              |

## روابط خارجية
- الموقع الرسمي
 باللغة الألبانية